# Torvelo

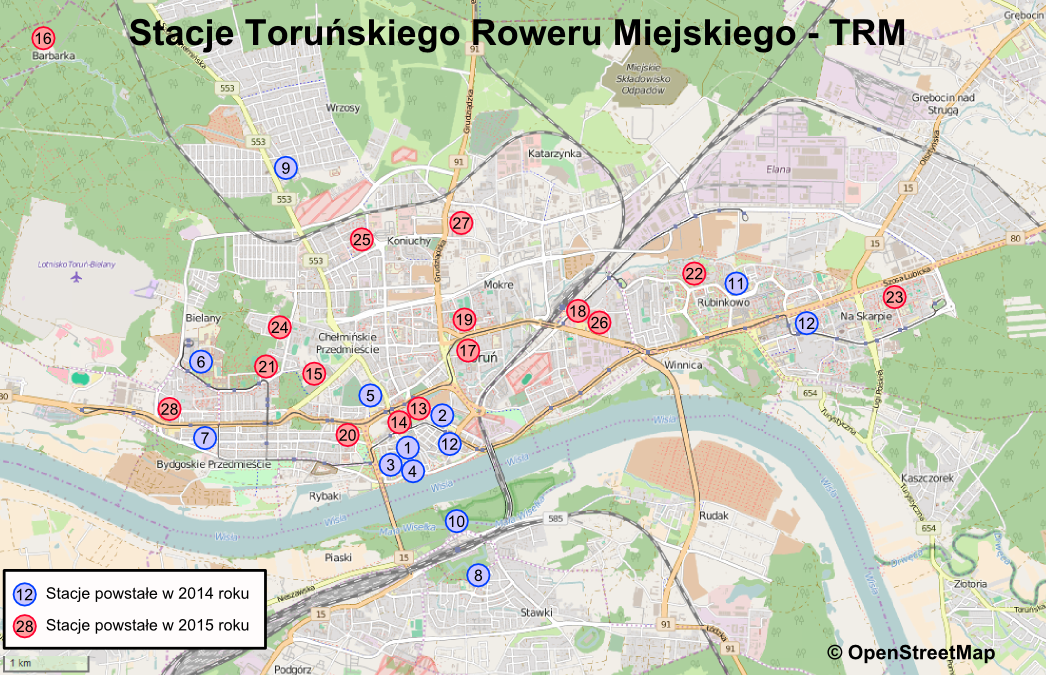
Stacje TRM w latach 2014–2017

Torvelo - Rower Miasta Toruń (dawniej Toruński Rower Miejski) – system bezobsługowych wypożyczalni rowerów miejskich, działający w Toruniu od 18 kwietnia 2014 roku.

## Historia
Pomysł uruchomienia w Toruniu wypożyczalni rowerów powstał w 2011 roku. W kwietniu 2013 roku władze miasta rozpisały przetarg na jego realizację. Do tego konkursu zgłosiła się wtedy tylko jedna firma: Warżała i Mac System (WiM System), która wyceniła swoje usługi na 1,7 mln zł. Władze miasta unieważniły przetarg. Do kolejnego konkursu doszło w czerwcu tego samego roku. Do drugiego przetargu stanęły trzy firmy: BikeU, Nextbike oraz ponownie WiM System. Miasto wybrało ofertę BikeU, ale spółka Nextbike złożyła odwołanie do Krajowej Izby Odwoławczej. Władze miasta unieważniły przetarg. Do rozpisania trzeciego już przetargu na uruchomienie roweru miejskiego doszło w październiku 2013 roku. Do konkursu stanęły wówczas cztery firmy: WiM System, BikeU, Sharing Union oraz Nextbike. Konkurs został rozstrzygnięty w listopadzie na korzyść operatora BikeU, lecz spółka WiM System odwołała się od decyzji urzędników do Krajowej Izby Odwoławcza, a ta przyznała jej rację.
Ostatecznie 20 stycznia 2014 roku władze miasta podpisały stosowną umowę z konsorcjum firm WiM System Warżała i Mac Spółka Jawna. Otwarcie wypożyczalni rowerów nastąpiło 18 kwietnia tegoż roku.
W wyniku wygaśnięcia w listopadzie 2017 roku umowy z dotychczasowym operatorem TRM władze miasta rozpisały nowy przetarg. Stanęła do niego wyłącznie firma Nextbike Polska z ofertą 7,3 mln zł. W wyniku przekroczenia puli pieniędzy przeznaczonych na ten cel władze miasta unieważniły przetarg.
Drugi przetarg w tej sprawie rozpisano w styczniu 2018 roku, a otwarcie ofert nastąpiło 1 marca tegoż toku. Sumarycznie najkorzystniejszą ofertę złożył BikeU, który wycenił swoje usługi na 6,8 mln zł (2,7 mln zł w pierwszym roku i 1,358 mln zł w trzech kolejnych; pozostałe oferty zostały złożone przez Arkus & Romet Group i WIM System (6,2 mln zł) oraz Nextbike Polska (9,2 mln zł). Operator ten przez cztery lata miał zapewnić mieszkańcom 51 stacji, na których dostępnych miało być 510 rowerów. Uruchomienie piątego sezonu TRM miało nastąpić pod koniec maja 2018 roku. Na skutek rozbieżności przepisów prawa krajowego i unijnego w zakresie ograniczania konkurencyjności Miejski Zarząd Dróg postanowił jednak o unieważnieniu całego wielomiesięcznego postępowania na wyłonienie operatora sieci miejskich wypożyczalni rowerowych, w wyniku czego w roku 2018 Toruński Rower Miejski nie funkcjonował.
17 maja 2019 roku władze miasta podpisały z firmą BikeU czteroletnią umowę na reaktywowanie Toruńskiego Roweru Miejskiego. Ruszył on 31 lipca tego roku pod zmienioną nazwą: Torvelo – Rower Miasta Toruń, a jego nowy logotyp nawiązuje do kolorystyki toruńskich tramwajów.

## Liczba wypożyczeń
- 2014 – ok. 42 tys.[11]
- 2015 – ok. 120 tys.[12]
- 2016 – 182 286[13]
- 2017 – 160 246[14]
- 2019 – prawie 130 tys.[15]
- 2020 – ok. 145 tys.[16]